# أحمد عيسى عاشور
الشيخ أحمد عيسى عاشور (1899-1990) الفقيه العالم الداعية الإسلامي وأحد علماء الأزهر البارزين في مصر المعاصرة، أحد القلائل الذين مهدوا لحركة البعث الإسلامي في مصر المعاصرة خلال الثلاثينات والأربعينات من هذا القرن بثورة فكرية إسلامية إصلاحية سلفية من خلال مجلته التي أصدرها في عام 1938، «الاعتصام الإسلامية» كانت الصحافة مجال اهتمامه المتأخر، ومع هذا فإنه كان رئيس تحرير المجلة الإسلامية الوحيدة التي استمرت طوال عهد الرئيس جمال عبد الناصر، وعهد الرئيس السادات إلا شهرا، كما أنه صاحب العباءة التي خرج منها عدد كبير من دور النشر الإسلامية التي أسسها بعض أنجاله الستة. كان الشيخ أحمد عيسى عاشور نمطًا مبكرًا من الدعاة الإسلاميين الذين جمعوا بين الخطابة ورئاسة التحرير، فضلًا عن امتلاك الصحف والمطابع، وقبل هذا كان من أركان الجمعية الشرعية بل كان وكيلا لها، ويذكر له الإخوان المسلمون أنه حقق بعض أعمال حسن البنا ونشرها، ولم يتعارض هذا في ما يبدو مع انتمائه المعلن للجمعية الشرعية التي كانت ولا تزال تصنّف في صف بعيد عن الإخوان.

## حياته

### الولادة والنشأة
ولد الشيخ (أحمد عيسى) في ليلة السابع من شهر مايو عام 1899م بقرية (الشنباب) من أعمال مركز مديرية الجيزة وشب في أسرة ريفية متدينة فوالده هو الحاج (عيسى عاشور) أحد كبار تجار ومزارعي مديرية الجيزة في ذلك الوقت، وقد نشأ الصبي (أحمد عيسي) كما ينشأ كثير من أبناء جيله فلم يكن بالقرى ولا معظم المدن الكبرى في مصر مدارس فألحقه والده بكتاب القرية حيث تعلم مبادئ الكتابة والقراءة والحساب وهي مرحلة تمهيدية لحفظ القرآن الكريم فحفظ منه وهو في الخامسة عشر من عمره أكثر من نصفه بقليل. وبعد أن أتم هذه المرحلة في عام 1914م نشبت الحرب العالمية الأولى فاتجه مضطرا إلى العمل بالنشاط الذي كان يعمل به والده فعمل في مجالات الزراعة والتجارة، ولما بلغ الصبي من العمر السادسة عشر تصادف أن زار قريته في عام 1916 م أحد علماء الأزهر البارزين وكان الرجل زائرا لأقربائه بالقرية فتعرف عليه (أحمد عيسى) وأنس منه تشجيعا غيرعادي على ضرورة مواصلة تعليمه خاصة بعد أن أنساه العمل رصيده الهائل من محفوظاته القرآنية. فقرروبتشجيع من والده الالتحاق بالأزهر الشريف والذي كان يمثل رمزا لأعلى الدرجات العلمية ليس في مصر وحدها وإنما في العالم الإسلامي عام 1917 وصار طالبا للعلم بالأزهر وهو في الثامنة عشر من عمره. واجتهد لنفسه في البحث عن أساتذته ودروسه، وأغناه وجود الشيخ أمين محمد خطاب السبكي (1884-1968) الذي كان يعرفه معرفة جيدة ويدرّسه علوم الحديث، وفي عام 1927 أسندت إليه وهو لا يزال طالبا في دراسته بالأزهر وظيفة المأذونية في بلدته (الشنباب)، وظل يمارس هذه الوظيفة 23 عاما. واصل الشيخ أحمد عيسى عاشور دراسته في الأزهر حتى حصل وهو في الـ32 من عمره على شهادة العالمية القديمة 1931، أي في العام السابق مباشرة على حصول العلماء الوزراء الثلاثة على هذه الشهادة (المشايخ عبد العزيز عيسى وأحمد حسن الباقوري وعبد الحليم محمود) وهم يصغرونه بنحو عقد من الزمان، واندمج الشيخ أحمد عيسى عاشور في الحياة العامة خطيبًا وواعظًا.

### المناصب
عمل الشيخ أحمد عيسى عاشور في وزارة الأوقاف وتولى الإمامة والخطابة في عدد من المساجد كان آخرها مسجد محمد علي باشا بقلعة صلاح الدين بالقاهرة. كما تأثرالشيخ أحمد عيسى عاشور عام 1930 بالإمام الشيخ محمود خطاب السبكي (1858-1933) مؤسس الجمعية الشرعية وبفكره الإسلامي السلفي، ثم كانت علاقته وثيقة بالإمام الثاني للجمعية الأستاذ أمين محمود خطاب (1884-1968) وبخاصة بعد أن أصدر مجلته الاعتصام في عام 1938، فأنضم إلى كتيبة العاملين بمجلة الجمعية الشرعية، ثم أختير بالإجماع وكيلا لمجلس إدارة الجمعية الشرعية وكلف رسميا بالقيام على شؤون الفتوى فيها، وفي عام 1945 اختاره مجلس إدارة الجمعية الشرعية بالإجماع ليكون رئيسا لبعثة الحج التي كانت الجمعية تبعثها كل عام.

### الصحافة والأعلام
مارس الشيخ أحمد عيسى عاشور نشاطه الصحفي في الصحف والمجلات الإسلامية، وكانت بداياته في مجلة «الفضيلة الإسلامية» حين سعى رئيس تحريرها علي عبد الرحمن الحسيني إليه، ثم اجتذبت قلمه «المجلة الشرعية» ثم تفرغ لمجلة «الاعتصام» التي أصدرها بنفسه، لتكون اللسان المعبر عن الجمعية الشرعية، وقد ظلت المجلة تصدر شهرياً منذ 15 يوليو/تموز 1938 حتى أوقفت في سبتمبر/أيلول 1981 ثم عادت للظهور 1985. ركزت المجلة على المعاني والأهداف والمبادئ التي كانت الجمعية الشرعية تعنى بها، وقد ذكر الشيخ أحمد عيسى عاشور أنه وجد في العمل الصحفي مجالا للدعوة إلى الخير «أؤدي من خلالها واجبي بحرية تامة واستقلال»، فقد كان خلال عمله بمجلات (الفضيلة) و (الشرعية) يعاني اختصار بعض مقالاته وأفكاره، وكان هذا الأمر يقلقه ولذلك فإنه لما وجد الفرصة المناسبة أصدر «الاعتصام» لتكون لسان حاله، كتب فيها في الفترة من (1940-1952) نخبة من المفكرين المصريين. ومن خلال مجلته التي أصدرها عام 1938 أصبح الشيخ أحمد عيسى عاشور واحدا من الذين مهدوا لحركة البعث الإسلامي بثورة إصلاحية سلفية جامعا فكر 3 خطوط: محمود خطاب السبكي وعبد الحميد بن باديس وحسن البنا، وقد عني مثلهم بالتربية الروحية والاجتماعية وتحرير الفكر الإسلامي من شوائب التقليد والبدع والخرافات. ثم أمتد النشاط الأعلامي إلى أبنائه الستة، فقد تولى ابنه الدكتور محمد عاشور رئاسة تحرير مجلة «الاعتصام» الإسلامية وكان الأستاذ حسن عاشور هو مدير تحريرها، أما الأستاذ حسين عاشور فكان مؤسس مجلة «المختار الإسلامي» الإسلامية الشهرية ودار «المختار الإسلامي» للطباعة والنشر وقد عرف أيضا كاتبا. وأسس الأستاذ طه عاشور «دار الفضيلة» للطباعة والنشر، وأسس المهندس مصطفى عاشور دار «ابن سينا» للطباعة والنشر، وأسس الأستاذ عبد اللطيف عاشور «مكتبة القرآن الكريم» بالقاهرة.

## النتاج الأدبي
- بيانات ومقالات وتعليقات على الأحداث في ديار المسلمين وتفسيره القرآن الكريم في الدوريات الإسلامية التالية «مجلة الفضيلة» خلال الفترة من (1928-1933)، «مجلة الجمعية الشرعية» خلال الفترة من (1931-1938) ثم مجلة «الإعتصام» خلال الفترة من (1938 -1985).
- دروس ومحاضرات كان يلقيها في مساجد وزارة الأوقاف المصرية وفي الجمعية الشرعية أيام الأربعاء من كل أسبوع قرابة نصف قرن.
- سلسلة شهرية إسلامية بعنوان (عادات وتقاليد يجب أن تزول) صدر منها حوالي تسع كتب بالاشتراك مع سيد سابق، وبتكليف من (وزارة الأوقاف المصرية) وكان صدورها في القاهرة عن مطابع الوزارة خلال الفترة من (1972-1985).
- جمع وتحقيق محاضرات حديث الثلاثاء، حسن البنا، الناشر مكتبة القرآن، القاهرة 1985.[1]
- جمع وتحقيق محاضرات «نظرات في كتاب الله»، حسن البنا، دار الاعتصام، القاهرة، 1978.
- جمع وتحقيق محاضرات «نظرات في إصلاح النفس والمجتمع»، حسن البنا، دار بو سلامة، تونس.
- جمع وتحقيق «نظرات في السيرة» حسن البنا، دار بو سلامة، تونس.
- «متفرقات»، مطبعة الاعتصام، طبعات متعددة.

### من كتبه
| العنوان                                      | اللغة   | الناشر           | السنة   | عدد الصفحات | الرقم الدولي      | المصدر            |
| -------------------------------------------- | ------- | ---------------- | ------- | ----------- | ----------------- | ----------------- |
| الفقه الميسر في المعاملات                    | العربية | المختار الأسلامي | 1974    | 259         | (ردمك 9772776183) | [ 4 ] [ 5 ] [ 6 ] |
| الفقه الميسر في العبادات                     | العربية | دار الفكر        | لا يوجد | 351         | لا يوجد           | [ 7 ]             |
| بر الوالدين وحقوق الآباء والأبناء والأرحام   | العربية | دار الأعتصام     | 1942    | 74          |                   | [ 1 ] [ 8 ]       |
| حكم تارك الصلاة وكيف تصلي                    | العربية | دار الأعتصام     | 1978    | 56          |                   | [ 9 ]             |
| محمد الرسول العظيم في سلمه وحربه             | العربية | الجمعية الشرعية  | 1969    | 184         |                   | [ 10 ]            |
| غرائب الاخبار ونوادر الحكم واللطائف والاشعار | العربية | مكتبة القرآن     | 1987    | لا يوجد     |                   | [ 11 ]            |
| رسالة الحج والعمرة                           | العربية | دار الأعتصام     |         |             |                   | [ 1 ]             |
| الدعاء الميسر                                | العربية | مكتبة القرآن     |         |             |                   | [ 1 ]             |

## الوفاة
توفي الشيخ أحمد عيسى عاشور في 15 يونيو/حزيران 1990 بعد مرض طويل طوال عقده الأخير.